# Marie-Galante

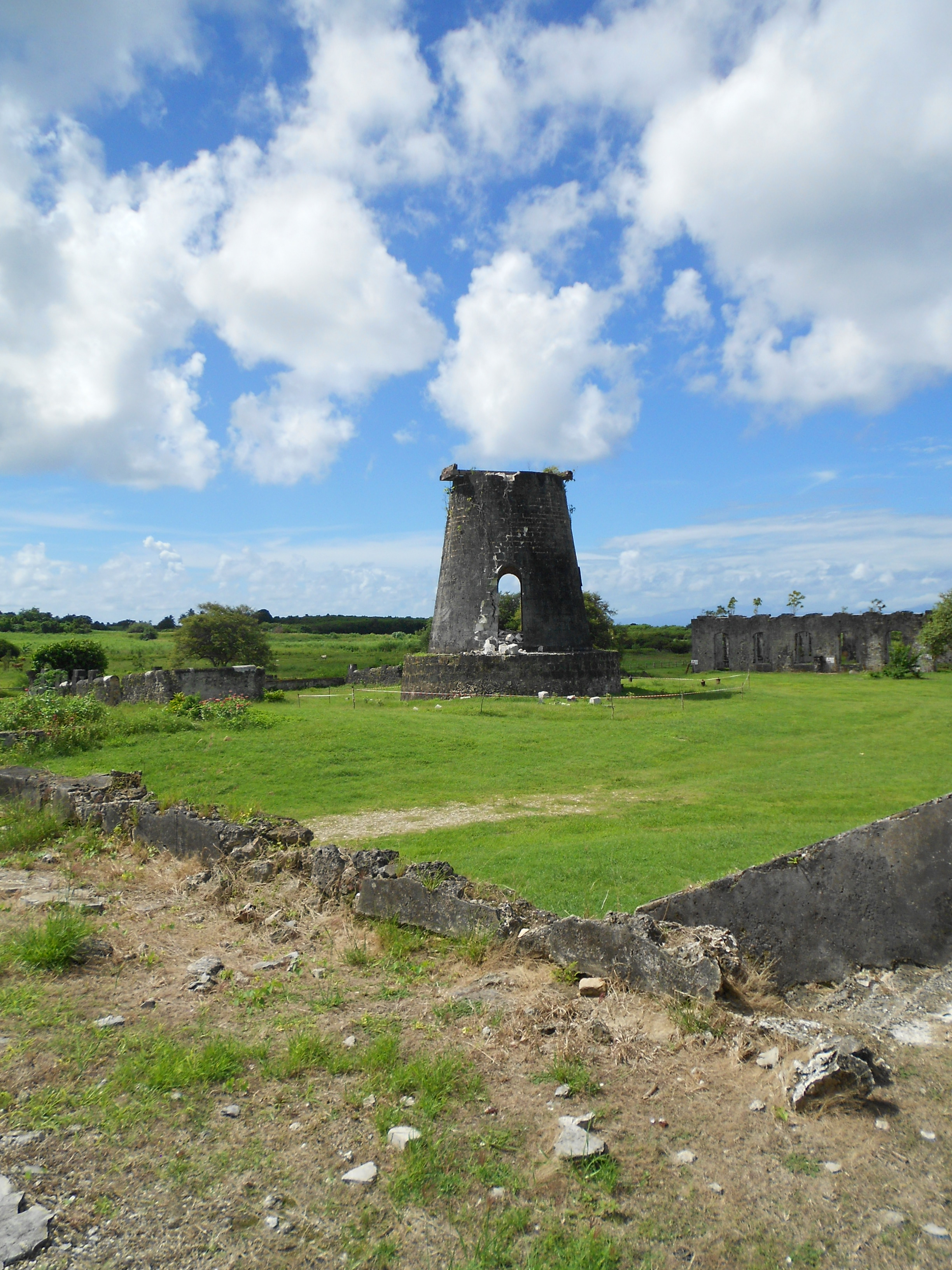
Opuštěný mlýn Roussel-Trianon

Marie-Galante je ostrov v Malých Antilách, administrativní součást francouzského zámořského departmentu Guadeloupe, arrondissement Pointe-à-Pitre. Má rozlohu 158 km² a žije na něm okolo 12 000 obyvatel, největším městem je Grand-Bourg. Ostrov leží jihovýchodně od hlavního ostrova Guadeloupe, asi 20 km od hlavního města Basse-Terre.

## Popis
Ostrov má přibližně kruhový tvar o průměru zhruba 15 km, jeho pobřeží je chráněno korálovými útesy. Je rovinatý, nejvyšší bod Morne Constant má 208 metrů nad mořem. Marie-Galante je známý jako l'île aux cent moulins (ostrov sta mlýnů). Větrné mlýny sloužily ke zpracování cukrové třtiny, z níž se vyrábí cukr a rum.

## Historie
Původními obyvateli byli Aravakové a Karibové, jako první Evropan přistál u ostrova 3. listopadu 1493 Kryštof Kolumbus a pojmenoval ho podle své lodi Maria Galanda. Francouzi se na ostrově usídlili v roce 1648, kdy ho stát pronajal rodině de Boisseret, která zde zřídila třtinové plantáže, na nichž pracovali otroci dovezení z Afriky. V roce 1792 na ostrově propuklo povstání, v jehož důsledku se ostrov načas odtrhl od Guadeloupe, který zůstal věrný monarchii, v roce 1794 bylo zrušeno otroctví. Po druhé světové válce žilo na ostrově okolo třiceti tisíc obyvatel, ale nedostatek pracovních příležitostí vedl k rozsáhlému vystěhovalectví.